# Comigne
Comigne (okzitanisch Comina) ist eine französische Gemeinde mit 329 Einwohnern (Stand 1. Januar 2022) im Département Aude in der Region Okzitanien. Sie gehört zum Arrondissement Carcassonne und zum Kanton  La Montagne d’Alaric.

## Nachbargemeinden
Nachbargemeinden von Comigne sind Capendu im Nordosten, Val-de-Dagne mit Montlaur im Südosten, Floure im Süden und Marseillette im Norden.

## Bevölkerungsentwicklung
| Jahr      | 1962 | 1968 | 1975 | 1982 | 1990 | 1999 | 2017 |
| Einwohner | 227  | 213  | 188  | 180  | 199  | 179  | 305  |